# Чемпіонат світу з трекових велоперегонів 1952
Чемпіонат світу з трекових велоперегонів 1952 проходив з 26 по 31 серпня 1952 року в Парижі, Франція. Усього на чемпіонаті розіграли 5 комплектів нагород — 3 серед професіоналів та 2 серед аматорів. 

## Медалісти

### Чоловіки
Професіонали
| Дисципліна                         | Золото           | Срібло            | Бронза        |
| Спринт                             | Оскар Платтнер   | Жорж Сенффтлебен  | Ян Дерксен    |
| Індивідуальна гонка переслідування | Сідні Петтерсон  | Антоніо Бевілаква | Люсьєн Жіллен |
| Гонка за лідером                   | Адольф Вершойрен | Вальтер Ломанн    | Анрі Лемуан   |

Аматори
| Дисципліна                         | Золото          | Срібло           | Бронза        |
| Спринт                             | Енцо Саккі      | Маріно Мореттіні | Сіріл Пікок   |
| Індивідуальна гонка переслідування | Піт ван Хойсден | Міно Де Россі    | Лоріс Кампана |

## Загальний медальний залік
| Місце  | Країна          | Золото | Срібло | Бронза | Загалом |
| ------ | --------------- | ------ | ------ | ------ | ------- |
| 1      | Італія          | 1      | 3      | 1      | 5       |
| 2      | Нідерланди      | 1      |        | 1      | 2       |
| 3      | Австралія       | 1      |        |        | 1       |
| 3      | Бельгія         | 1      |        |        | 1       |
| 3      | Швейцарія       | 1      |        |        | 1       |
| 6      | Франція         |        | 1      | 1      | 2       |
| 7      | ФРН             |        | 1      |        | 1       |
| 8      | Велика Британія |        |        | 1      | 1       |
| 8      | Люксембург      |        |        | 1      | 1       |
| Всього | Всього          | 5      | 5      | 5      | 15      |